# Natação no Campeonato Mundial de Esportes Aquáticos de 2023 - 1500 m livre feminino
A disputa na modalidade 1500 metros livre feminino de Natação no Campeonato Mundial de Esportes Aquáticos de 2023 fora realizada nos dias 24 e 25 de Julho de 2023 na Marine Messe Fukuoka em Fukuoka, no Japão. Ao todo, 31 nadadoras de 23 Comitês Olímpicos Nacionais estavam previstas para participarem do evento. 
Katie Ledecky, nadadora estadunidense, tornou-se pentacampeã mundial consecutiva do evento, com exceção da edição de 2019, disputada em Gwangju na Coreia do Sul, onde, apesar de passar em primeiro nas eliminatórias, retirou-se do evento por questões médicas.

## Formato da competição
A competição consiste em duas rodadas: eliminatórias e final. As nadadoras os 8 melhores tempos nas eliminatórias avançam a final. Desempates (swim-offs) são utilizados conforme necessário para quebrar os empates de avanço a próxima rodada.

## Calendário
Todos os horários estão na Hora legal japonesa (UTC+9).
| Data                | Horário | Fase          |
| ------------------- | ------- | ------------- |
| 23 de julho de 2023 | 11:55   | Eliminatórias |
| 25 de julho de 2023 | 20:10   | Final         |

## Recordes
Antes desta competição, os recordes mundiais e do campeonato nesta prova eram os seguintes:
| Tipo                  | Atleta        | Tempo      | Local        | Data                |
| --------------------- | ------------- | ---------- | ------------ | ------------------- |
|                       | Katie Ledecky | 15m 20s 48 | Indianápolis | 16 de maio de 2018  |
| Recorde do campeonato | Katie Ledecky | 15m 25s 48 | Cazã         | 4 de agosto de 2015 |

## Medalhistas
| Ouro                           | Prata                      | Bronze             |
| Katie Ledecky · Estados Unidos | Simona Quadarella · Itália | Li Bingjie · China |

## Resultados

### Eliminatórias
As eliminatórias foram realizadas no dia 24 de julho com início às 11:55.
| Pos. | Bateria | Raia | Nadadora                   | CON            | Tempo    | Notas            |
| ---- | ------- | ---- | -------------------------- | -------------- | -------- | ---------------- |
| 1    | 4       | 4    | Katie Ledecky              | Estados Unidos | 15:41.22 | Q                |
| 2    | 4       | 3    | Simona Quadarella          | Itália         | 15:55.05 | Q                |
| 3    | 4       | 5    | Lani Pallister             | Austrália      | 15:58.11 | Q                |
| 4    | 3       | 5    | Li Bingjie                 | China          | 15:58.81 | Q                |
| 5    | 3       | 2    | Isabel Gose                | Alemanha       | 15:59.67 | Q                |
| 6    | 4       | 6    | Anastasiya Kirpichnikova   | França         | 15:59.67 | Q                |
| 7    | 3       | 4    | Katie Grimes               | Estados Unidos | 16:01.47 | Q                |
| 8    | 4       | 7    | Beatriz Dizotti            | Brasil         | 16:01.95 | Q,               |
| 9    | 3       | 3    | Moesha Johnson             | Austrália      | 16:05.01 |                  |
| 10   | 4       | 1    | Kristel Köbrich            | Chile          | 16:11.25 |                  |
| 11   | 3       | 6    | Gao Weizhong               | China          | 16:12.94 |                  |
| 12   | 3       | 9    | Emma Finlin                | Canadá         | 16:15.77 |                  |
| 13   | 4       | 0    | Yukimi Moriyama            | Japão          | 16:18.66 |                  |
| 14   | 2       | 1    | Gan Ching Hwee             | Singapura      | 16:20.88 | Recorde nacional |
| 15   | 4       | 9    | Angela Martinez Guillen    | Espanha        | 16:24.38 |                  |
| 16   | 2       | 4    | Caitlin Deans              | Nova Zelândia  | 16:24.56 |                  |
| 17   | 3       | 1    | Eve Thomas                 | Nova Zelândia  | 16:24.88 |                  |
| 18   | 2       | 5    | Alisee Pisane              | Bélgica        | 16:25.15 |                  |
| 19   | 4       | 2    | Viktoria Mihalyvari-Farkas | Hungria        | 16:25.16 |                  |
| 20   | 3       | 0    | Tamila Holub               | Portugal       | 16:30.39 |                  |
| 21   | 3       | 7    | Viviane Jungblut           | Brasil         | 16:30.99 |                  |
| 22   | 2       | 6    | Nora Fluck                 | Hungria        | 16:34.63 |                  |
| 23   | 3       | 8    | Paula Otero Fernandez      | Espanha        | 16:38.73 |                  |
| 24   | 4       | 8    | Merve Tuncel               | Turquia        | 16:39.30 |                  |
| 25   | 2       | 2    | Imani de Jong              | Países Baixos  | 16:51.22 |                  |
| 26   | 2       | 7    | Han Da-kyung               | Coreia do Sul  | 17:01.57 |                  |
| 27   | 1       | 4    | Maria Bramant-Arias Garcia | Peru           | 17:04.19 |                  |
| 28   | 2       | 3    | Diana Durães               | Portugal       | 17:05.18 |                  |
| 29   | 1       | 5    | Diana Taszhanova           | Cazaquistão    | 17:09.98 |                  |
| 30   | 2       | 8    | Võ Thị Mỹ Thiện            | Vietname       | 17:25.13 |                  |
| 31   | 1       | 3    | Malak Meqdar               | Marrocos       | 17:46.69 |                  |

### Final
A final será realizada no dia 25 de julho às 20:10.
| Pos.              | Raia | Nadadora                 | CON            | Tempo    | Notas            |
| ----------------- | ---- | ------------------------ | -------------- | -------- | ---------------- |
| Medalha de ouro   | 4    | Katie Ledecky            | Estados Unidos | 15:26.27 |                  |
| Medalha de prata  | 5    | Simona Quadarella        | Itália         | 15:43.31 |                  |
| Medalha de bronze | 6    | Li Bingjie               | China          | 15:45.71 |                  |
| 4                 | 7    | Anastasiya Kirpichnikova | França         | 15:48.53 | Recorde nacional |
| 5                 | 3    | Lani Pallister           | Austrália      | 15:49.17 |                  |
| 6                 | 2    | Isabel Gose              | Alemanha       | 15:54.58 |                  |
| 7                 | 8    | Beatriz Dizotti          | Brasil         | 16:03.70 |                  |
| 8                 | 1    | Katie Grimes             | Estados Unidos | 16:04.21 |                  |

Legenda
| Recorde mundial       | Recorde mundial (World record)               |                       | Recorde africano                      | Recorde africano (African) |                                           | Q | Classificado por posição (Qualified) |
| Recorde do campeonato | Recorde do campeonato (Championship record)  | Recorde da América    | Recorde da América (Americas)         | q                          | Classificado por melhor tempo (Qualified) |   |                                      |
| Melhor marca do ano   | Melhor marca do ano (World leading)          | Recorde asiático      | Recorde asiático (Asian)              | DNS                        | Não largou (Did not start)                |   |                                      |
| Recorde nacional      | Recorde nacional (National record)           | Recorde europeu       | Recorde europeu (European)            | DNF                        | Não terminou (Did not finish)             |   |                                      |
| Recorde pessoal       | Recorde pessoal do atleta (Personal best)    | Recorde da Oceania    | Recorde da Oceania (Oceania)          | DSQ / DQ                   | Desclassificado (Disqualified)            |   |                                      |
| Recorde da temporada  | Recorde da temporada do atleta (Season best) | Recorde sul-americano | Recorde sul-americano (South America) | NM                         | Sem marca (No mark)                       |   |                                      |